# Johanna Garå
Petra Sofia Johanna Garå, född 23 januari 1976, är en svensk sportjournalist.
Garå är fokuserad på fotboll och bevakar främst La Liga eftersom hon bott i Spanien i flera omgångar. Hon har arbetat som skribent åt Svenska Dagbladet och var expert i TV4:s program Fotbollskanalen Europa från 2011 till 2015, då hon slutade på TV4. Hon har också anlitats som expertkommentator i TV4:s studio vid mästerskap som Europamästerskapet i fotboll för herrar 2012. Hon har även arbetat som expert på C More, där hon bevakade La Liga, samt på Expressen. Numera jobbar hon på Göteborgsbaserade företaget Forza Football.